# Ali Akbar Salehi

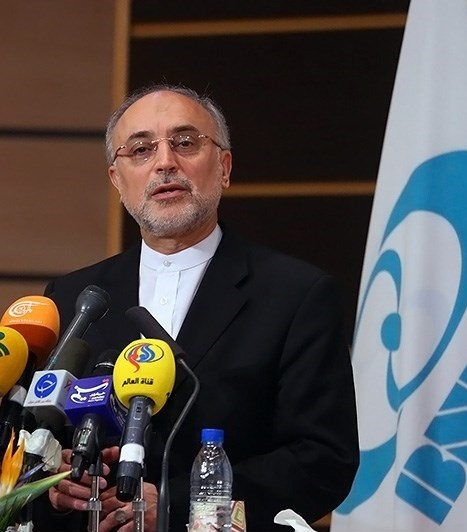
Ali Akbar Salehi

Ali Akbar Salehi (persisch علی‌اکبر صالحی; * 24. März 1949 in Kerbela, Irak) ist ein iranischer Wissenschaftler, Hochschullehrer und ehemaliger Vizepräsident sowie Außenminister der Islamischen Republik Iran. Nachdem am 13. Dezember 2010 der iranische Außenminister Manutschehr Mottaki von Präsident Mahmud Ahmadineschad entlassen wurde, übernahm Salehi kommissarisch das Amt des iranischen Außenministers. Bis zum 26. Mai 2011 war Salehi Leiter der Iranischen Atomenergieorganisation (AEOI) und für das nationale Atomprogramm verantwortlich. Deshalb stand Salehi auf Sanktionslisten Europas, welche die Proliferation von Atom- und Raketentechnik nach Iran verhindern sollen. Seit dem 15. August 2013 ist Salehi erneut der Leiter der iranischen Atomenergiebehörde.

## Leben
Nach dem Schulbesuch studierte er an der Amerikanischen Universität Beirut und schloss dieses Studium mit einem Bachelor of Science (B.Sc.) ab. 1977 erfolgte seine Promotion zum Philosophiae Doctor (Ph.D.) am Massachusetts Institute of Technology. Nach seiner Rückkehr in die Islamische Republik übernahm er eine Lehrtätigkeit als außerordentlicher Professor an der Scharif-Universität für Technologie und war später von 1988 bis 1993 auch Kanzler dieser Universität. Als solcher wurde er auch Mitglied der Iranischen Akademie der Wissenschaften sowie des International Centre for Theoretical Physics (ICTP) in Italien.

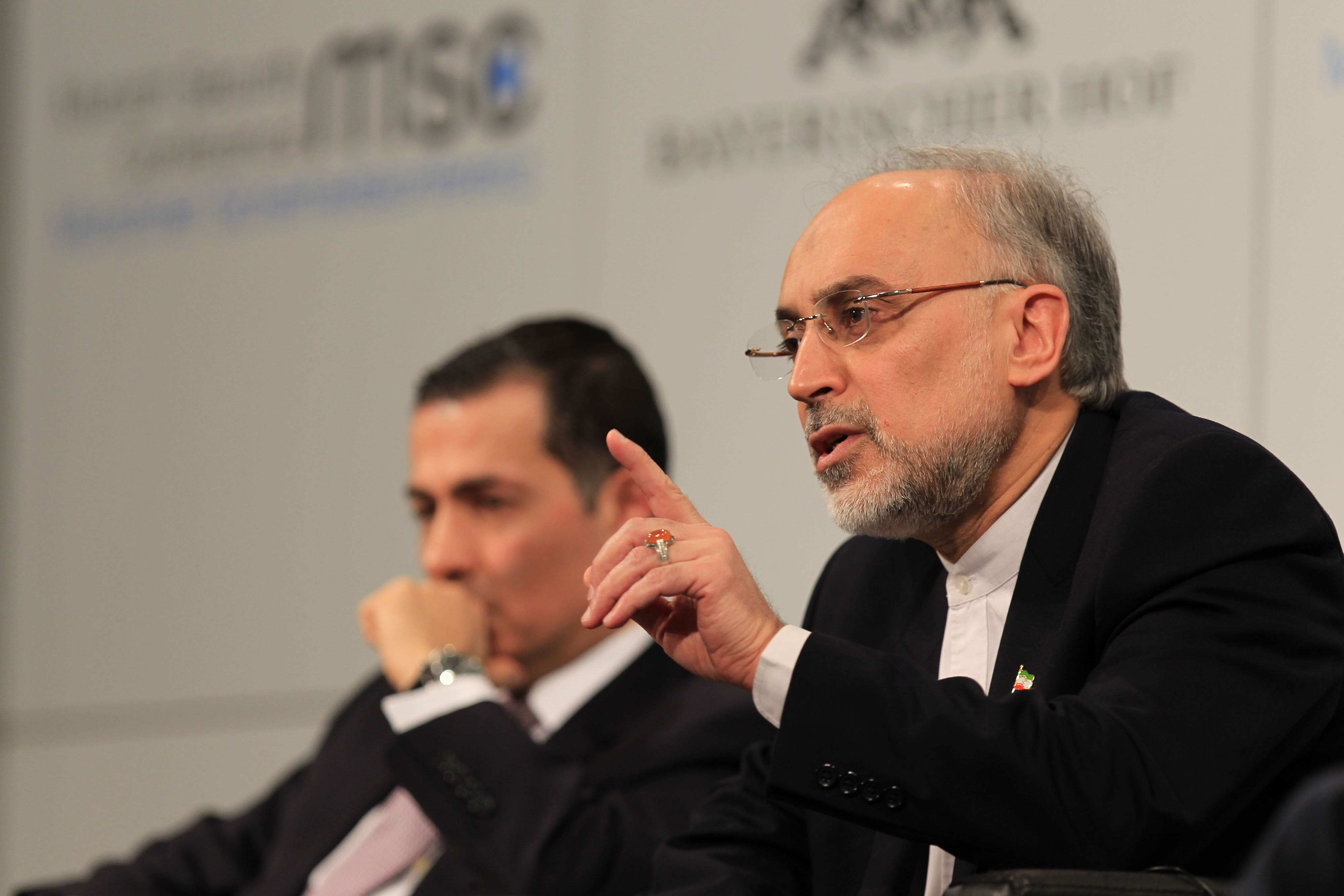
Ali Akbar Salehi (rechts, 2013)

1998 erfolgte seine Berufung zum Ständigen Vertreter bei der Internationalen Atomenergie-Organisation (IAEO) und er bekleidete diesen Posten bis 2004. In dieser Funktion unterzeichnete er am 18. Dezember 2003 für Iran das Zusatzprotokoll zum Schutzabkommen.
Am 20. Januar 2004 wurde er zum wissenschaftlichen Berater des Außenministeriums ernannt. Nach der Wahl von Präsident Mahmud Ahmadineschad 2005 wurde Salehi als Außenminister gehandelt, dann aber doch nicht berufen.
Am 16. Juli 2009 wurde er als Nachfolger von Gholam Reza Aghazadeh zum Leiter des Iranischen Atomprogramms ernannt und ist seit dem 3. August 2009 Minister für Atomenergie im zweiten Kabinett Ahmadineschad. Zugleich ist er seit dem 5. Dezember 2009 Vizepräsident der Islamischen Republik Iran und damit Vertreter von Präsident Ahmadineschad.
Im Februar 2010 kündigte er den Bau von zwei weiteren Anlagen zur Uran-Anreicherung ab Mitte März 2010 an. Im August 2010 wurde das mit Hilfe Russlands gebaute erste iranische Kernkraftwerk in Buschehr feierlich eröffnet.
Am 26. Mai 2011 gab Salehi die Leitung der iranischen Atomenergiebehörde an Fereidun Abbassi ab. Am 21. Juni 2011 wurde ein Amtsenthebungsverfahren gegen Salehi angestrengt. Auslöser war die Ernennung von Reza Malekzadeh zum iranischen Vizeaußenminister. Malekzadeh gilt als enger Vertrauter von Mahmud Ahmadineschad.
Am 15. August 2013 wurde Salehi von Präsident Rohani erneut zum Leiter der iranischen Atomenergiebehörde ernannt.